# Fabiola Mora y Aragón
Fabiola Fernanda María-de-las-Victorias Antonia Adelaida Mora y Aragón (Madrid, 11 juni 1928 – Laken, 5 december 2014) werd door haar huwelijk in 1960 met koning Boudewijn van België de vijfde koningin der Belgen.

## Afkomst
Fabiola werd geboren in het Paleis van Zurbano in de Spaanse hoofdstad Madrid. Ze was de derde van de zeven kinderen van Don Gonzalo Mora y Fernández, markies van Casa Riera en graaf (van) Mora (1887-1957), en van zijn vrouw doña Blanca Aragón y Carrillo de Albornóz (1892-1981). Via haar moeder stamt ze af van de graven van Elio, Johan II van Aragón en Beatrice van Portugal. Haar doopmeter was Victoria Eugenia, koningin van Spanje.
Fabiola werd opgeleid als verpleegster en stond bekend om haar sociale betrokkenheid. Ze dacht eraan in het klooster te treden, maar veranderde van mening na haar ontmoeting met Boudewijn, die haar meenam naar België.
Fabiola bezat samen met haar echtgenoot de villa Astrida (genoemd naar koningin Astrid) in Motril (Spanje), waar ze jaarlijks vakanties doorbrachten. Daar overleed koning Boudewijn tijdens hun vakantie in 1993 op 31 juli.
Haar broer Jaime Mora y Aragón was bekend als Spaans acteur en playboy.

## Koningin der Belgen

### Huwelijk

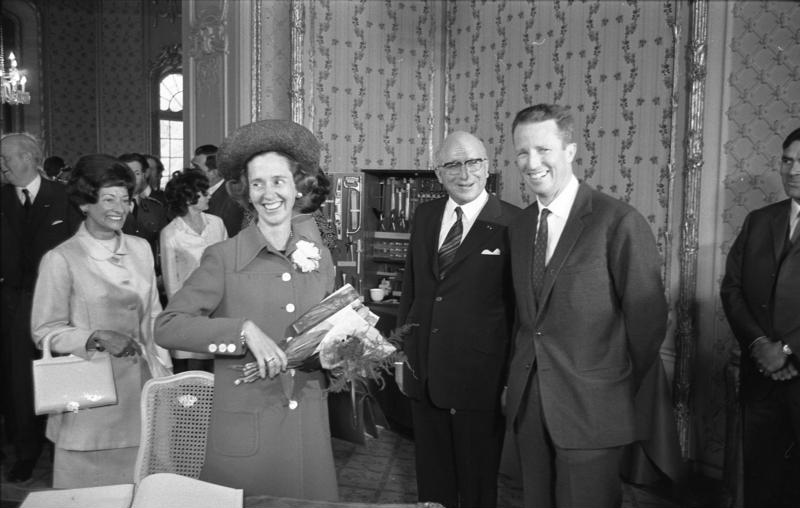
Fabiola tijdens een staatsbezoek aan West-Duitsland 1971, hier in Düsseldorf

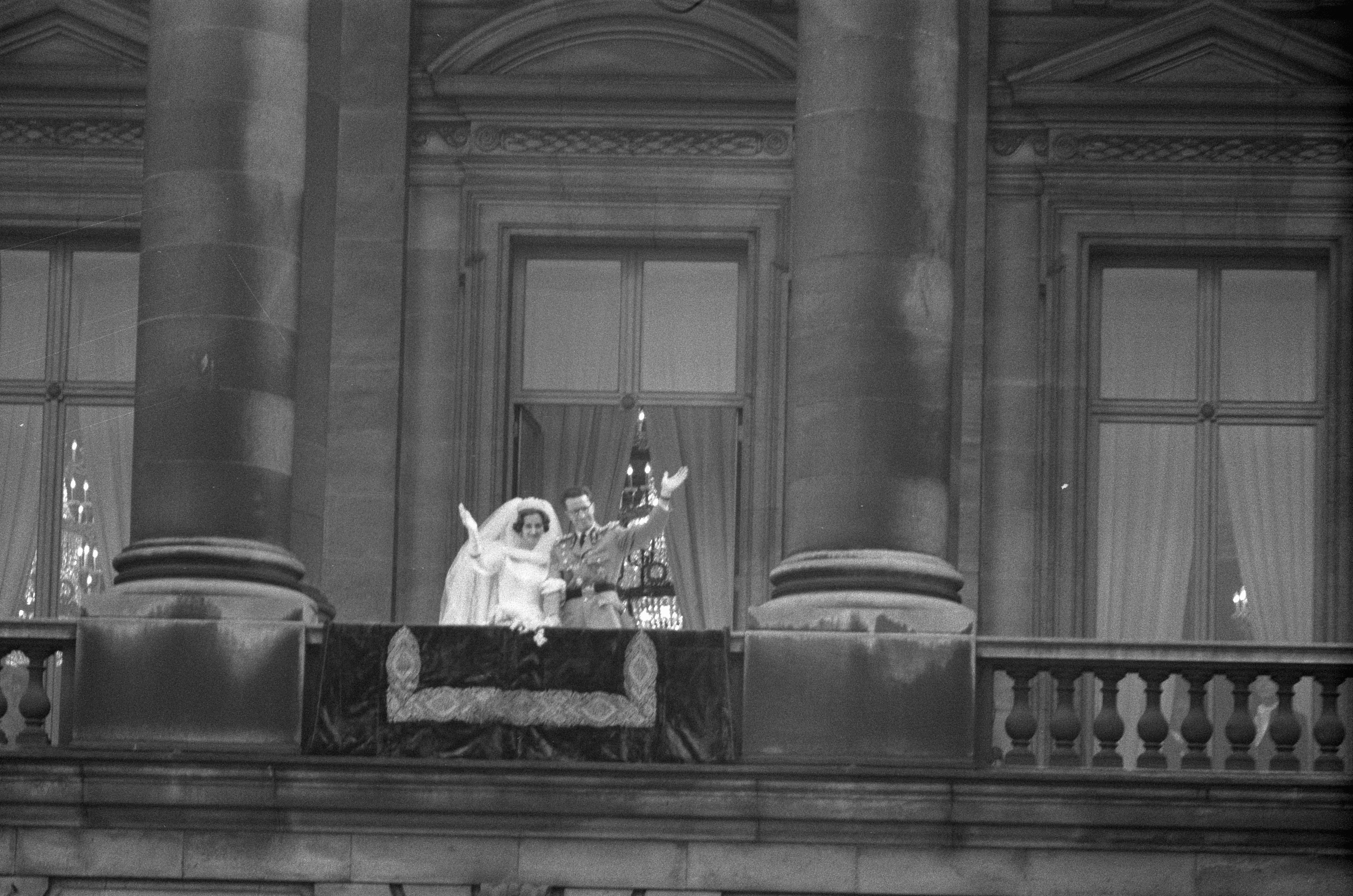
Boudewijn en Fabiola op het balkon bij hun huwelijk

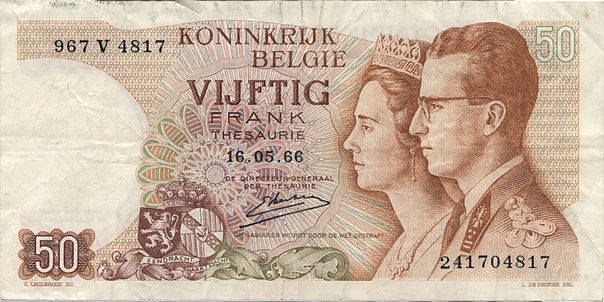
Koning Boudewijn en Koningin Fabiola, bankbiljet 1966.

Volgens kardinaal Leo Suenens zorgde hij, toen nog als hulpbisschop, ervoor dat Boudewijn en Fabiola elkaar leerden kennen. Beiden waren diepgelovig katholiek en hun eerste ontmoeting vond volgens Suenens' versie plaats in Lourdes. Later verwierpen historici deze versie en stelden dat de twee elkaar al eerder meermaals hadden ontmoet. Suenens zou zijn versie hebben gelanceerd om het buitengewoon zijn van de koning te bewijzen.
Het hof kondigde op 16 september 1960 officieel de verloving aan van doña Fabiola met koning Boudewijn.
Op 15 december 1960 trouwden Fabiola en Boudewijn in Brussel, burgerlijk in de Troonzaal van het koninklijk paleis, kerkelijk in de Sint-Michielskathedraal. Haar getuigen waren haar broer, markies van Casa Riera, graaf Alejandro Mora en de graaf van Barcelona, Juan de Borbón. Paus Johannes XXIII stuurde kardinaal Siri als pontificaal gezant die de persoonlijke gelukwensen en een bijzondere apostolische zegen overmaakte aan het vorstenpaar, de nuntius Mgr. Forni las een boodschap voor. Kardinaal Van Roey zegende het huwelijk in.
Tijdens de huwelijksplechtigheid droeg Fabiola het diadeem der Negen Provinciën dat haar schoonmoeder koningin Astrid na haar huwelijk met de toekomstige koning Leopold III op 25 februari 1927 door nationale intekening ontvangen had als geschenk van het Belgische volk. Haar witte huwelijksjapon werd ontworpen door Cristobal Balenciaga. Fabiola de Mora y Aragón kreeg door haar huwelijk de titel Koningin der Belgen.
Fabiola en Boudewijn bleven kinderloos. Fabiola raakte enkele keren zwanger, maar het bleken steeds buitenbaarmoederlijke zwangerschappen te zijn. Nadat duidelijk werd dat het leven van Fabiola zelf op haar leeftijd in gevaar zou komen bij een volgende zwangerschap, berustten beiden in hun lot en beschouwden dit als een kans om "meer van alle kinderen te kunnen houden".

### Activiteiten

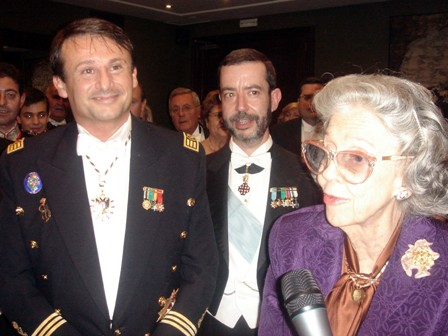
Koningin Fabiola in Barcelona met Ridder Jacques Beruck in 2007

De voornaamste officiële activiteiten van Fabiola bestonden uit het vergezellen van de koning tijdens staatsbezoeken en bij het ontvangen van buitenlandse hoogwaardigheidsbekleders in Brussel. In 1990 vertegenwoordigde ze België samen met de koning op de eerste wereldtop van de VN over het kind.
Daarnaast had ze een sociaal secretariaat dat talrijke verzoeken om hulpverlening behandelde, in samenspraak met de bevoegde ministeries en de Openbare Centra voor Maatschappelijk Welzijn (OCMW).
Ze was verder:
- erevoorzitster van de Koning Boudewijnstichting (1993-2014);
- erevoorzitster van de Koningin Elisabethwedstrijd (1965-2013);
- erevoorzitster van de Damiaanactie (1965-2010);
- beschermvrouw van Unicef België;
- oprichtster van de Nationale Stichting Koningin Fabiola voor de Geestelijke Gezondheid;
- beschermvrouw van de Werelddag Poëzie en Kind;
- beschermvrouw aan de Unie van schouwspelkunstenaars;
- beschermvrouw van het Salon van aquarellisten;
- meter van de Internationale Wedstrijd voor beiaardiers;
- beschermvrouw van het Muziekfestival Musica Antiqua, Festival van Vlaanderen, Brugge;
- beschermvrouw van de Europese Prijs voor het Museum van het Jaar.

Koningin Fabiola werd in de uitvoering van haar taken geholpen door haar talenkennis. Ze sprak, naast Spaans, Nederlands, Frans, Duits, Engels en Italiaans. Het duurde jaren eer ze even goed Nederlands als Frans kende. De BRT filmde een wandeling van koning Boudewijn en koningin Fabiola in het park van het paleis van Laken. Toen er plots een diertje over het pad liep, zei Fabiola: "Kijk, een lapijn". "Nee", verbeterde Boudewijn, "het is niet lapijn, maar konijn". Dit fragment mocht niet worden uitgezonden omdat het hof druk uitoefende op de openbare omroep.

### Koningin-weduwe

Koninklijk monogram van Fabiola

Na het overlijden van haar echtgenoot in 1993 trok ze zich grotendeels terug uit het publieke leven. Ze woonde sindsdien op het Kasteel van Stuyvenberg. Ze bleef wel erevoorzitster van de Koning Boudewijnstichting. Ze bleef tot 2013 erevoorzitster van de Koningin Elisabethwedstrijd waarvan de jaarlijks uitgereikte eerste prijs haar naam droeg. Ook haar fonds is nog steeds actief, en ze was bij officiële plechtigheden aanwezig in binnen- en buitenland, zoals op het Festival Internacional de Música Sacra Rey Balduino en het European Museum Forum (EMF).

### Franco
De familie Mora onderhield, zoals de meeste families in de Spaanse aristocratie, goede banden met het Spaanse staatshoofd, de nationaalkatholieke en fascistische dictator Franco, die de Spaanse kroon had toegezegd aan de troonopvolger Juan de Bourbon. De echtgenote van Franco, Carmen Polo, was aanwezig bij het overhandigen aan Fabiola door Fernando María Castiella van een diadeem, een huwelijksgeschenk vanwege de Spaanse regering. De goede verhouding bleef bestaan tot de dood van Franco. Fabiola correspondeerde met de caudillo (onder meer verjaardagswensen, bedankjes voor etentjes en gastverblijven).
Ze bracht als koningin samen met Boudewijn privébezoeken aan het echtpaar Franco. De historica Anne Morelli van de Université libre de Bruxelles (ULB) noemde Fabiola een pion in het politieke schaakspel van de extreemrechtse dictator Franco.

### Doodsbedreiging
Op 16 mei 2009 kreeg de Belgische krant La Dernière Heure een brief afgeleverd waarin een onbekende groep dreigde met een aanslag met een kruisboog op Fabiola tijdens het defilé op de Belgische nationale feestdag. Er werden maatregelen genomen die haar veiligheid moesten garanderen. Aan het einde van het defilé haalde de vorstin een appel uit haar handtas en hield die in de hand, waarmee ze naar Willem Tell verwees en haar onverschrokkenheid bevestigde.
Begin 2010 kwam er een soortgelijke dreigbrief.

### Gezondheid en overlijden
Medio januari 2009 werd Fabiola enige tijd in een ziekenhuis opgenomen voor een infectie van de luchtwegen nadat zij enkele dagen eerder een schildklieroperatie had ondergaan. Haar gezondheidstoestand was ernstig, en daarbij leed ze zichtbaar aan artrose en reuma. Ze kon na enige tijd het ziekenhuis weer verlaten. Nadien verscheen ze in het openbaar in een rolstoel, voor het laatst op 31 juli 2013, tijdens de herdenkingsplechtigheid van de 20ste verjaardag van het overlijden van haar man, koning Boudewijn. Nadien leefde ze teruggetrokken in het Kasteel van Stuyvenberg te Laken, waar ze op 5 december 2014 overleed. Op vrijdag 12 december 2014 werd Fabiola, na een requiemmis in de Kathedraal van Sint-Michiel en Sint-Goedele in Brussel en in de absoute in de Onze-Lieve-Vrouwekerk van Laken, bijgezet in de Koninklijke Crypte, bij haar echtgenoot Boudewijn.

### Nalatenschap
Op 10 januari 2013 kwam Fabiola in het nieuws omdat ze geld zou hebben ondergebracht in een private stichting waardoor de erfgenamen minder erfrechten zouden moeten betalen. De stichting, Fons Pereos, had als doel het ondersteunen van haar neven en nichten en hun afstammelingen, op voorwaarde dat ze geboren zouden zijn uit een eerste, rooms-katholiek gesloten, huwelijk.
Op 12 januari 2013 werd bekend dat de eerste minister Di Rupo voor de begroting van 2013 voorstelde de dotatie van Fabiola vanaf 2013 met bijna een half miljoen te verlagen  tot € 923.000. Vervolgens besloot de regering op 6 juni 2013 haar dotatie te verlagen tot 423.000 euro. Hiervan bedroeg het inkomensdeel 90.000 euro per jaar ofwel 7.500 euro per maand. Over dit inkomensdeel moest Fabiola belasting betalen.
Op 25 januari 2013 werd bekend dat Fabiola het Fons Pereos zou opheffen. Volgens artikel 17 van de statuten zouden de gelden verdeeld worden over de stichting die bij testament van 1992 door haar man was opgericht en een in 1999 door haarzelf in Spanje opgerichte stichting. In september 2013 werd bekend dat het Fons Pereos op 11 juli 2013 daadwerkelijk was opgeheven. De gelden werden getransfereerd naar een andere stichting, stichting Astrida.
Op 28 mei 2013 kwam Fabiola opnieuw in het nieuws omdat Villa Astrida, het vakantieverblijf van Boudewijn en Fabiola in het Spaanse Motril, in een Spaanse stichting werd ondergebracht “zodat de neven van de koningin ervan kunnen genieten zonder successierechten te betalen”.
De dag na het overlijden van Fabiola op 5 december 2014 deelden de diensten van het Paleis mee dat haar erfenis gaat naar het Hulpfonds van de Koningin, dat zich inzet voor "hulp aan behoeftige en in dringende nood verkerende personen".

## Sprookjes
Fabiola heeft twaalf sprookjes geschreven die in 1955 in Spanje gebundeld verschenen onder de titel Los doce Cuentos maravillosos. Toen het boek geen succes werd, kocht ze zelf het grootste deel van de oplage op, om vervolgens de boeken weg te geven. Na haar huwelijk verschenen de gebundelde verhalen ook in België, waar het wel een succes werd. De vertaling van Lia Timmermans, De twaalf wonderlijke sprookjes van Koningin Fabiola, werd in 1961 uitgegeven bij Desclée de Brouwer. Ter gelegenheid van de vijftiende verjaardag van attractiepark De Efteling werd de attractie De Indische Waterlelies gebouwd, een uitbeelding van een van de twaalf sprookjes.
De twaalf sprookjes zijn:
- Hoe de slakken een huisje krijgen
- Flip en de zonnebloemen
- Het dwergje met de baard
- Wynn, de zoon van de bakker
- De Indische waterlelies
- Het meisje met de rode wantjes
- De prins van de witte bergen
- De herberg der drie jonkvrouwen
- De zeekoning en de jonge visser
- Koningin Myrta
- Pipo's hemelreis in een zeepbel
- Het kleine missiemeisje.

## Vernoemingen
- De Koningin Fabiolabergketen werd door ontdekkingsreiziger Guido Derom in 1961 naar haar genoemd.
- In 1976 werd ze erelid van de Koninklijke Academie voor Geneeskunde.
- Zoals gebruikelijk is zijn ook naar koningin Fabiola ziekenhuizen, bejaardenhuizen, jeugdhuizen, straten, lanen, wegen en pleinen vernoemd.